# Тосагаш
Тосагаш (каз. Төсағаш) — село в Аккулинском районе Павлодарской области Казахстана. Входит в состав Шарбактинского сельского округа. Код КАТО — 555259200.

## Население
В 1999 году население села составляло 362 человека (165 мужчин и 197 женщин). По данным переписи 2009 года, в селе проживал 341 человек (162 мужчины и 179 женщин).